# Cove, Arkansas
Cove är en kommun (town) i Polk County i Arkansas.
Postkontoret öppnades 1897. Orten hette först Venice och sedan Cove Station som senare förkortades till Cove.